# Roodhemden (Mexico)
Het Blok van Revolutionaire Jongeren (Spaans: Bloque de Jóvenes Revolucionarios), beter bekend als de roodhemden (Spaans: camisas rojas), was een socialistische paramilitaire organisatie in de jaren 30 in Mexico. De roodhemden dankten hun naam aan de roodhemden van Giuseppe Garibaldi en waren vooral bekend om hun antireligieuze acties.
De roodhemden waren in 1931 door Tomás Garrido Canabal opgericht, de sterke man in de zuidelijke deelstaat Tabasco die bekendstond om zijn fel antireligieuze opvattingen. De roodhemden werden vooral uit jongeren gerekruteerd. Zij steunden Garrido en zijn Radicaal Socialistische Partij van Tabasco en terroriseerden de katholieken in Tabasco. Andere zaken die in hun ogen de vooruitgang ook in de weg stonden, zoals alcoholische drank, werden door hen bestreden. De roodhemden waren volgens sommige auteurs fascisten, maar hoewel hun acties soms sterk aan de fascistische milities in Europa deden denken, waren er grote verschillen tussen hun ideologie en het fascisme.
Garrido Canabal werd in 1934 door president Lázaro Cárdenas naar Mexico-Stad gehaald als minister van landbouw in de hoop zo de roodhemden in te kunnen tomen, maar de roodhemden kwamen met hem mee en verplaatsten hun antikatholieke activiteiten naar de hoofdstad. De roodhemden begonnen na 30 december 1934, toen zij met kerkgangers in gevecht waren geraakt, waarbij vier katholieken en een roodhemd om het leven kwamen, in de problemen te komen. Er vonden in 1935 regelmatig schermutselingen tussen katholieken en roodhemden plaats, waarbij aan beide zijden doden vielen. Een groep van conservatieve politici en ondernemers heeft door middel van een 'kruistocht' geprobeerd Villahermosa in te nemen, maar daarbij werd een aantal van hen door de roodhemden om het leven gebracht. Garrido viel toch definitief bij de Mexicaanse regering uit de gratie en ging op 'vrijwillige ballingschap' naar Costa Rica. De roodhemden werden niet veel later ontbonden.